# Proporzione (architettura)

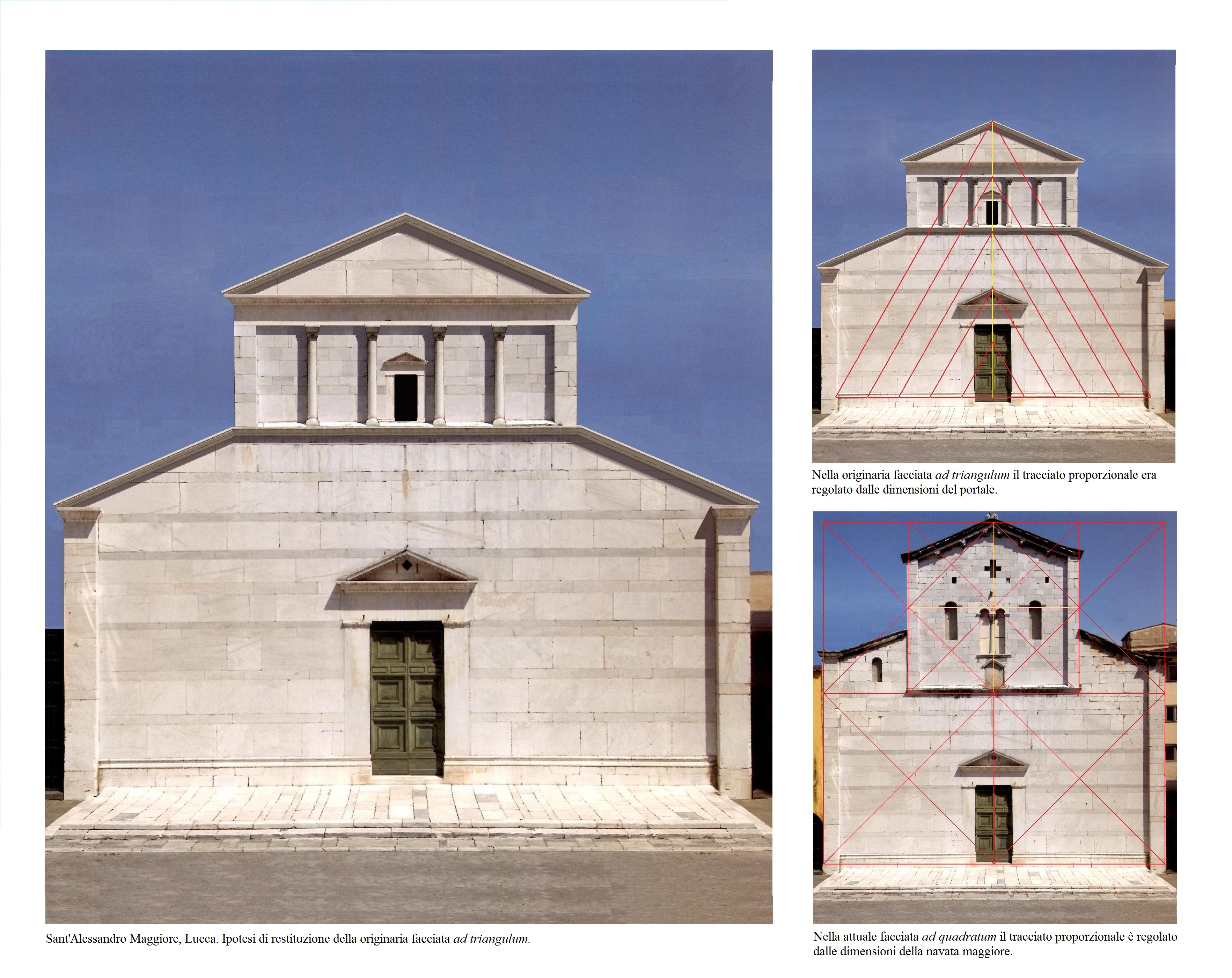
Proporzioni ad triangulum e ad quadratum della facciata della Chiesa di Sant'Alessandro (Lucca)

La proporzione in architettura considera gli equilibrati rapporti tra gli elementi di un edificio, le relazioni tra loro e con la totalità in ragione di una ben definita geometria.
Gli elementi di un edificio sono i volumi, i pieni ed i vuoti, le strutture, le aperture, i particolari architettonici che vanno a definire secondo un'unità di misura lo spazio architettonico. Il rapporto tra le singole parti è metrico ed è regolato dalla Geometria euclidea, attraverso un Modulo o figure, cerchio, quadrato, triangolo.
Da questo studio di rapporti deriva la proporzione armonica e la sezione aurea della Grecia Classica dove le architetture dei templi seguono precise regole armoniche. In tempi recenti secondo sempre gli stessi principi nasce il Modulor di Le Corbusier, che riprende un tema già trattato da Leonardo da Vinci e da Dürer, considerando l'uomo come "misura" del creato o più modernamente come "metro" dell'ambiente costruito.

## Storia

### Architettura greca

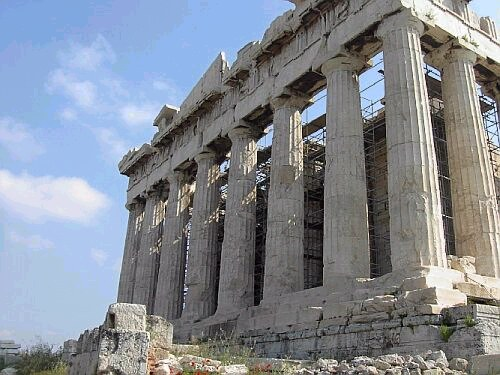
La facciata ovest del Partenone

La proporzione in architettura raggiunge, quindi, la sua prima teorizzazione e valore nell'architettura greca, ed è in stretto rapporto con la filosofia, la matematica e la musica dell'antichità classica.
Il termine greco analoghìa poteva indicare la simmetria intesa nel suo senso geometrico, ma veniva soprattutto identificata con il suo senso di proporzione, armonia e perfezione, cercata in particolare nella costruzione dei templi (greci). Infatti questa armonia poteva corrispondere alla simmetria geometrica utilizzata per l'armonizzazione del tempio, come viene dimostrato dall'adozione dell'opistodomo, che aveva la funzione di rendere perfetto e armonioso l'edificio sacro (solo raramente infatti veniva utilizzato come luogo coperto adibito alle offerte e ai manufatti votivi). Inoltre l'analoghìa è direttamente legata alla commisurabilità (cioè al fatto che un oggetto possa essere misurato) di una parte del tempio rispetto alle sue altre parti e rispetto al tempio stesso. Per questo motivo nei templi greci viene adottato il modulo, che rappresenta il diametro di base delle colonne, il quale viene moltiplicato e dato come misura di un'altra parte del tempio (ad esempio, l'altezza della colonna nell'ordine dorico doveva essere compresa tra i sei e i sette moduli).

#### Il "De Architectura"
Vitruvio, nel terzo libro del suo trattato De Architectura, scrive così:
Nell'ultima frase il tempio dorico viene relazionato ad un uomo, a causa della sua imponenza e maestosità. Vitruvio compara anche gli altri due ordini principali, quello ionico e quello corinzio, rispettivamente alla donna e alla fanciulla, sempre in relazione alle loro caratteristiche.

### Architettura moderna
Nelle epoche seguenti si trasferisce in vario modo negli stili romanico, gotico, rinascimentale, barocco, neoclassico, eclettico, incluso il movimento moderno.
Il razionalismo si riferisce alla proporzione, con Ludwig Mies van der Rohe che studia con classicità i rapporti tra gli elementi e i particolari costruttivi dei suoi grattacieli. Poi Le Corbusier con il Modulor elabora proporzioni umane e usa la Sezione aurea per il disegno degli edifici, adoperata anche in Italia (Terragni). Il "neoclassicismo semplificato" di Marcello Piacentini predilige il ritmo sequenziale degli elementi architettonici (archi, pilastri, finestre, ecc.), ma rovescia i rapporti dilatandoli non a misura d'uomo (pilastri alti come l'intero edificio, archi ridotti). Anche nelle Città di fondazione di epoca fascista sia che si adotti il neoclassicismo di Piacentini, sia che si usino strade più italiano/razionaliste o metafisiche c'è sempre una particolare attenzione alla proporzione (vedi Sabaudia, Latina, Portolago).
Alcuni movimenti più recenti come il Decostruttivismo, invece, sviluppano l'idea dello Spazio architettonico non-lineare, negano la Geometria, gli assi ed i piani, facendo del "Caos" il loro elemento ordinatore. Ne deriva una non architettura che rifiuta la proporzione, perlomeno quella pensata in senso tradizionale.
La mancanza di una conoscenza o teoria maturata e sinottica è un impedimento severo per lo sviluppo del design dell'architettura futura.